# آندری فدچوک
آندری فدچوک (اوکراینی: Андрій Васильович Федчук؛ ۱۲ ژانویهٔ ۱۹۸۰ – ۱۵ نوامبر ۲۰۰۹) بوکسور اهل اوکراین بود.